# Felip Pujol
Felip Pujol (Mataró, 1573 -1624) fou mestre de capella de Santa Maria de Mataró. Fill de Joan Pujol, teixidor de lli i ministrer de la vila el 1572, esposà Jerònima amb qui tingué quatre fills. Una filla seva fou apadrinada per Joan Vages, mestre de danses de Barcelona, el 1607. Abans d'assumir el magisteri de la parroquial, Pujol seguia la tradició de l'ofici de ministrer del seu pare. Les poques referències documentals revelen, tanmateix, la sòlida formació musical i humanística de Felip Pujol, el qual el 1594 fou contractat per escriure i il·luminar tres cantorals de cant pla per a l'ús del cor del preveres de la parroquial, i entre els anys 1600 i 1604 va exercir de mestre de llegir i escriure a l'escola de Santa Maria.
El 29 d'abril de 1594, “Phelip Pujol músic de dita vila de Mataró” signà una capitulació amb Joan Palau, rector de Santa Maria, segons la qual es comprometia a fer “tres llibras de cant pla per lo cor de dita sglésia parrochial”, en un termini de tres anys. La confecció dels tres cantorals era recompensada amb un sou de 18 rals per quadern i preveia també que “no res menys sie obligat dit Pujol per dit preu de fer totes les caplletres daurant y colorant aquelles conforme l'obra requerirà”.
L'u d'abril de 1616 Pujol fou nomenat mestre de cant de la parroquial, càrrec que exercí fins abans del Nadal de 1624, en què traspassà. La seva incorporació a la capella de música va fer entrar aires nous a Santa Maria, i una prova d'aquesta remodelació és el fet que a partir de 1618 la Universitat es feu càrrec de la indumentària dels escolanets. Des que Felip Pujol regentà la capella, aquesta començà a ser contractada per a participar en funcions religioses fora de la parròquia.
L'inventari de les seves pertinences contenia diversos fulls de “pergamí de cant pla”, “llibres de cantoria” amb col·leccions de salmòdies, completes, llibres “per a cantar a sinch veus” i també “per cantar a dos cors”, així com diversos instruments: “un baxó […] una corneta [...], una xaramina […], un tiple també de ministrils” i “un thenoret de ballar” molt usat, la qual cosa palesa la polivalència dels músics d'aquella època. Aquest material va ser heretat pel seu fill gran Hermini Pujol. D'altra banda, quan Llop Simó prengué possessió del magisteri el 1685, el Consell de la Vila li lliurà un llibre de 133 folis “dit Llibre de Completas de Pujol”, propietat la Universitat. Ignorem de si es tracta d'un volum de Felip Pujol o d'una còpia de les Completes del mestre de capella de la catedral de Barcelona Joan Pau Pujol, adquirida pel Consell de la Vila. S'han conservat algunes obres polifòniques de Felip Pujol al Fons Carreras Dagas de la Biblioteca Nacional de Catalunya i al Cançoner Musical d'Olot.